# Massive Assault
Massive Assault – turowa komputerowa gra wojenna wyprodukowana przez firmę Wargaming.net. Cechą charakterystyczną gry jest jej podobieństwo do planszowych gier wojennych; podobnie jak w nich obowiązują w niej proste zasady, a rozgrywka ma miejsce na sześciokątnej planszy. Jednostki w grze są względem siebie bardzo zrównoważone. Rozgrywka została ubarwiona systemem tajnych sojuszy, które wpływają na przebieg gry.

## Rozgrywka
Gracz może wybrać jedną z dwóch stron konfliktu: bohaterską Unię Wolnych Narodów (ang. Free Nations League) podobną do Organizacji Narodów Zjednoczonych lub wrogą jej Ligę Widm (ang. Phantom League) składającą się z wzajemnie powiązanych korporacji i organizacji militarnych. Jednostki obydwóch frakcji są sobie równoważne, bez szczególnych różnic taktycznych. Jednakże gra pozwala na stosowanie wielu różnych strategii, przy czym taktyki przyjęte przez poszczególnych graczy nie muszą się ze sobą pokrywać.
Gracze mogą wybierać spośród sześciu zróżnicowanych geograficznie terenów, od rajów tropikalnych do śnieżnych pustkowi. Każda mapa zawiera przynajmniej dziesięć państw, przy czym występują przynajmniej cztery sojusze między poszczególnymi parami państw. Państwa podzielone są na trzy kategorie: tajny sojusznik, jawny sojusznik oraz neutralny. Z powodu istnienia tajnych sojuszy wymagana jest od graczy rozwaga z rozmieszczaniu swoich jednostek na terenach poszczególnych państw.

## Odbiór gry
Gra otrzymała w większości pozytywne recenzje. Scott Osborne w swojej recenzji dla GameSpot pochwalił przyjazny dla gracza model rozgrywki oraz dobrze rozplanowany interfejs, ale skrytykował AI jednostek oraz misje treningowe. Tom McNamara z IGN wysoko ocenił grafikę oraz przyjazny model gry, ale podobnie jak Osborne miał zastrzeżenia do misji treningowych mówiąc, że pomimo pokazania, jak grać w grę, nie pokazują, jak grać w nią dobrze. Portal GRY-OnLine w swojej recenzji pochwalił oprawę graficzna gry, proste zasady prowadzenia walki oraz nacisk na strategię.